# Хабаров, Борис Александрович
Хабаров Борис Александрович (13 мая 1934, Ленинград) — советский и российский яхтсмен и буерист, участник Олимпийских игр 1972 года, двукратный чемпион СССР, мастер спорта СССР (1961).

## Биография
Родился и всю жизнь прожил в Ленинграде, включая период блокады 1941—1944 годов. Отец — Хабаров Александр Иванович (1914—1986), работал в Ленинграде на Вагоностроительном заводе им. И. Е. Егорова, был добровольцем в народном ополчении. Мать Бориса работала в трамвайном парке имени Коняшина.
Борис начал заниматься парусным спортом в 1948 году в Центральном яхт-клубе ВЦСПС. Для яхтсменов конца 40-х, начала 50-х годов обязательным было занятие в зимнее время буерным спортом. Это считалось лучшей формой межсезонной подготовки. В 1954 году Борис Хабаров, которому не исполнилось и 20 лет, занял первое место в классе буеров «Монотип-XV», а летом занял 3 место в классе «Дракон» на чемпионатах Ленинграда.
В период 1954—1957 годов проходил службу в Советской Армии недалеко от Таллина в танковых войсках. Был командиром танка типа Т-54. После демобилизации начал гоняться в конкурентном в те годы классе Дракон и одновременно поступил на вечернее отделение Ленинградского института инженеров железнодорожного транспорта. В 1961—1963 годах парусные федерации Ленинграда, Латвии и Эстонии проводили матчевые встречи сильнейших «драконистов». Экипаж Хабарова в этих гонках дважды вышел победителем и один раз занял 2 место, в итоге он вошёл в Сборную команду СССР. На Спартакиаде Ленинграда в начале на редкость холодного мая 1967 года, Хабаров впервые безоговорочно выиграл у тогдашнего лидера класса Вячеслава Попеля.
Для дальнейшего роста требовались новые решения. Потенциал «Дракона» № 528 был исчерпан. При поддержке старшего тренера профсоюзов А. А. Чумакова удалось добиться разрешения на постройку для Хабарова более современной яхты на Таллинской верфи. Новый «Дракон» за № 680 был получен в середине 1968 года и назван «Гладиатором». На Балтийской регате экипаж Хабарова занял четвёртое общее место и третье из советских участников. Результат обнадеживал. Отлично шла яхта и на регате в Варнемюнде. В 1969 году экипаж «Гладиатора» стал чемпионом СССР и Хабаров оставил работу на Вагоностроительном заводе им. И. Е. Егорова. В плотнейшей конкурентной внутрисоюзной борьбе Борису Хабарову удалось к 1972 году опередить Юрия Анисимова и завоевать путёвку на Олимпийские Игры 1972 года.
За месяц до олимпийского старта Хабаров обратился к руководству сборной страны с просьбой дать ему возможность выступить на проверенной за рубежом яхте Анисимова. Только в этом случае появлялся реальный шанс бороться за место в заветной «шестерке», ниже которой планировать места на Олимпиаде не допускалось. Но ему навстречу по непонятным причинам не пошли. Экипаж Хабарова, единственный в советской команде, заявил на участие в олимпийской регате яхту отечественной постройки, заведомо неконкурентную в борьбе за высокие места. В итоге советский экипаж в составе Бориса Хабарова, Николая Громова и Владимира Яковлева занял 14 место из 23 участников (опередив, впрочем, экипаж наследника испанского престола Хуана Карлоса).
После «Дракона» Борис Александрович ходил и на других яхтах, одерживая победы в крейсерских гонках на соревнованиях в Финляндии, Швеции, Великобритании, Германии, Японии и в других странах. Он является обладателем Кубка Балтики в классе Л-6. На Олимпиаде 1980 в Таллине входил в состав гоночного комитета.
В период 1976—1996 годов был инженером, конструктором, начальником лаборатории по обслуживанию станков с ЧПУ Кировского завода.
В 2023 году является активным гонщиком.
Лауреат национальной премии яхтсмен 2014 года в номинации «За преданность парусному спорту».
Проживает в Санкт-Петербурге.

## Семья
- Дочь Елена (род. в 1963 году)

## Государственные награды
- Медаль «В память 250-летия Ленинграда»